# Lật mặt 7: Một điều ước
Lật mặt 7: Một điều ước (tiếng Anh: Face Off 7: One Wish) là một bộ phim điện ảnh Việt Nam thuộc thể loại chính kịch công chiếu vào năm 2024 do Lý Hải làm đạo diễn, viết kịch bản và đồng sản xuất. Đây là phần thứ bảy trong loạt phim Lật mặt của Lý Hải, đồng thời là phần phim đầu tiên tập trung hoàn toàn vào yếu tố chính kịch. Tác phẩm có sự tham gia diễn xuất của các diễn viên gồm Thanh Hiền, Trương Minh Cường, Đinh Y Nhung, Quách Ngọc Tuyên, Trâm Anh, Trần Kim Hải.

## Nội dung
Phim kể về cuộc sống của bà Hai, một bà lão 73 tuổi sống tại làng K'Long K'Lanh ở huyện Lạc Dương, Lâm Đồng. Bà Hai đã tự mình nuôi nấng năm người con khôn lớn sau khi chồng qua đời sớm. Mỗi người con khi trưởng thành đều có cuộc sống riêng và thậm chí đi làm ăn và sinh sống xa nhà mẹ. Một ngày nọ, bà Hai bị tai nạn và bó bột chân, buộc năm người con phải tìm cách về chăm lo cho mẹ.
Bà Hai gặp tai nạn và bị thương ở chân. Bé Thu - con gái của Ba Lành - bị đau ruột thừa, phải vào bệnh viện làm phẫu thuật. Chồng của Lành là Ba Dẹo nhậu nhẹt say xỉn suốt ngày chứ không giúp gì cho vợ con. Lành không thể vừa chăm sóc con gái ở bệnh viện vừa chăm sóc mẹ ở nhà cùng lúc. Năm người con của bà Hai đành phải thuê cô gái hàng xóm tên Hiền lo cho bà. Một buổi sáng, bà Hai bị té xuống suối, Hiền hoảng sợ từ chối tiếp tục chăm sóc bà. Năm anh em thảo luận bằng video call, Khôn - Hậu - Thảo - Tâm quyết định thay phiên nhau rước bà Hai về nhà riêng của từng người, mỗi người sẽ chăm sóc bà một tuần cho đến khi Lành giải quyết xong chuyện bé Thu.
Người đầu tiên chăm sóc bà Hai là Hai Khôn. Bà Hai được đưa đến thủ đô Hà Nội, gặp cô con dâu Mai, hai cháu nội Huy và Vy. Bà vô tình làm vỡ một kỷ niệm chương của Mai. Khôn bị công ty sa thải, phải chật vật tìm chỗ làm mới. Khôn và Mai la mắng Vy vì cô đánh nhau trong trường, Vy và Huy cũng trách ba mẹ nhiều năm qua không chịu thấu hiểu cho mình.
Người tiếp theo chăm sóc bà Hai là Tư Hậu. Bà Hai được đưa đến làng chài ở Ninh Thuận, gặp cô con dâu Tư Thắm, cháu nội Quỳnh, và ông Tám Tàng - ba của Thắm. Gia đình Hậu dẫn bà đi xem lễ hội ở lăng Cá Ông. Sau đó Hậu cùng với bạn bè phải ra khơi đánh cá. Trước khi anh đi, bà Hai đã bảo bé Quỳnh đi mua áo phao cho anh. Một cơn bão lớn ập đến vùng biển, Hậu nhờ có mặc áo phao mà vẫn giữ được mạng trở về với gia đình.
Người tiếp theo chăm sóc bà Hai là Năm Thảo. Bà Hai được đưa đến Bảo Lộc, gặp anh con rể Danh, và cháu ngoại Quân. Vợ chồng Thảo đang làm thuê cho một cặp vợ chồng giàu có, nhưng họ dựng lên một màn kịch là họ đang có cuộc sống giàu sang, nói dối với bà Hai rằng họ đang sở hữu căn biệt thự sang trọng và nương rẫy rộng lớn. Ông bà chủ bất ngờ về nhà sớm, vợ chồng Thảo đành phải đưa bà Hai về căn nhà nhỏ của họ. Ông bà chủ tốt bụng khi biết chuyện đã không công khai sự thật mà còn giúp vợ chồng Thảo diễn trọn vẹn "màn kịch giàu có".
Người tiếp theo chăm sóc bà Hai là Sáu Tâm. Bà Hai được đưa đến Sài Gòn, gặp cô con dâu Thy đang mang bầu. Tâm làm thợ hồ xây nhà lấn qua đất của một bà chủ đất khiến anh rơi vào tình huống tiến thoái lưỡng nan, hoặc là phải bồi thường cho bà chủ đất hoặc là phải bồi thường cho người chủ nhà. Bà Hai đến năn nỉ bà chủ đất bỏ qua cho con trai mình, bất ngờ nhận ra cô con gái của bà chủ đất chính là người khách quen thường ghé nhà bà Hai mỗi khi đi phượt ở Lâm Đồng, cô con gái đã thuyết phục mẹ cô giải quyết ổn thỏa sự cố lấn đất của Tâm.
Khi về lại làng K'Long K'Lanh, bà Hai bỏ đi biệt tăm. Năm anh em hay tin liền chạy khắp Đà Lạt tìm bà Hai nhưng không thấy. Thật ra bà Hai đã bán mảnh đất bà đang ở cho bà Thanh - người hàng xóm sống gần đó, đồng thời nhờ bà Thanh giữ 10 tỷ đồng tiền bán đất để chia đều cho năm người con của bà Hai. Từ đó, gia đình năm anh em thường về chăm lo căn nhà thời thơ ấu của họ (mảnh đất đã bán nhưng căn nhà vẫn được giữ lại) nhưng không cảm thấy vui vì vắng mặt người mẹ già. Dẹo đã có thay đổi, anh ta hứa với Lành rằng sẽ bỏ nhậu, tập trung đi làm để đỡ đần vợ con.
Một ngày nọ, nhờ đoạn clip của một tiktoker trên mạng, năm anh em biết được bà Hai đang ở trong viện dưỡng lão. Năm gia đình kéo đến viện dưỡng lão cầu xin bà trở về nhà nhưng bà từ chối, bà chỉ xin chụp một bức ảnh cùng tất cả con cháu. Trong phần cảnh hậu danh đề, nhiều tháng sau, năm anh em đã sử dụng 10 tỷ đồng để xây một căn nhà có hình dáng ngộ nghĩnh cho cả năm gia đình ở chung, họ rước bà Hai về sống ở đó và hứa mỗi tháng sẽ về thăm bà một lần.

## Diễn viên
- Thanh Hiền vai Bà Hai
- Trương Minh Cường vai Hai Khôn
- Đinh Y Nhung vai Ba Lành
- Quách Ngọc Tuyên vai Tư Hậu
- Trâm Anh vai Năm Thảo
- Trần Kim Hải vai Sáu Tâm
- Ammy Minh Khuê vai Mai
- Lý Hải vai Ba Dẹo
- Tín Nguyễn vai Tư Thắm
- Thanh Thức vai Danh
- Lê Thu vai Thy
- Vũ Hồng Thái vai Huy
- Ceri Thu Hà vai Thanh Vy
- Hồng Anh vai Thu
- Ngân Chi vai Bé Quỳnh
- Hoàng Long vai Quân[4]
- NSƯT-NGƯT Mạnh Dung vai Ông Tám Tàng (ba của Tư Thắm)
- Tú Trinh vai Cô Thanh
- Tạ Lâm vai Hiền
- Hoài An vai Cô Hường
- Tùng Yuki vai Chú Hòa
- Ngọc Lan vai Dì Ba Lẹ
- Tiết Cương vai Cương
- NSƯT Phi Điểu vai Bạn của bà Hai trong viện dưỡng lão
- Bảo Tiên vai Ly
- Thụy Mười vai Bà chủ đất
- Linh Barbie vai Nữ y tá tại viện dưỡng lão
- Lê Bống vai Tiktoker
- Oanh Kiều vai Bà Hai lúc trẻ
- Rio Hạo Nhiên vai Hai Khôn lúc nhỏ
- Cherry Hải My vai Ba Lành lúc nhỏ
- Mio Phi Phong vai Tư Hậu lúc nhỏ
- Sunny Tuệ Minh vai Năm Thảo lúc nhỏ
- Long Đẹp Trai vai Chủ nhà
- Trọng Hải vai Sếp của Hai Khôn
- Lâm Hải Sơn vai Hàng xóm của Danh
- Hồng Trang vai Vân

## Sản xuất
Quá trình sản xuất bắt đầu từ ngày 12 tháng 12 năm 2023 và kết thúc vào ngày 19 tháng 1 năm 2024. Các cảnh quay của phim được thực hiện tại nhiều địa điểm khác nhau, bao gồm Thành phố Hồ Chí Minh, Hà Nội, Phan Rang, Đà Lạt và Lâm Đồng.

### Âm nhạc
| STT              | Nhan đề                   | Sáng tác              | Trình bày             | Thời lượng |
| ---------------- | ------------------------- | --------------------- | --------------------- | ---------- |
| 1.               | "Vẽ Lại Bức Tranh Của Mẹ" | Bim                   | Bùi Anh Tuấn          | 5:01       |
| 2.               | "Dù Con Đã Khôn Lớn"      | Yuno Bigboi, Tổng Đài | Yuno Bigboi, Tổng Đài | 3:48       |
| 3.               | "Face Off 7: One Wish"    | Khuất Duy Minh        |                       | 2:14       |
| 4.               | "K'Long K'Lanh Village"   | Khuất Duy Minh        |                       | 1:00       |
| 5.               | "1988"                    | Nguyễn Hoàng Anh      |                       | 2:24       |
| 6.               | "Hai Khon"                | Khuất Duy Minh        |                       | 1:32       |
| 7.               | "Traveling To Hanoi"      | Nguyễn Hoàng Anh      |                       | 1:22       |
| 8.               | "Family Problem"          | Khuất Duy Minh        |                       | 3:40       |
| 9.               | "Storm, Pt.1"             | Khuất Duy Minh        |                       | 2:18       |
| 10.              | "Storm, Pt.2"             | Khuất Duy Minh        |                       | 1:25       |
| 11.              | "Alive"                   | Khuất Duy Minh        |                       | 1:56       |
| 12.              | "Exposed"                 | Khuất Duy Minh        |                       | 1:01       |
| 13.              | "7cm"                     | Nguyễn Hoàng Anh      |                       | 4:52       |
| 14.              | "Taking Care Of Mom"      | Khuất Duy Minh        |                       | 1:06       |
| 15.              | "Awake"                   | Khuất Duy Minh        |                       | 1:22       |
| 16.              | "The Past"                | Khuất Duy Minh        |                       | 2:32       |
| 17.              | "Mrs. Hai"                | Khuất Duy Minh        |                       | 1:50       |
| 18.              | "Disappear"               | Khuất Duy Minh        |                       | 2:06       |
| 19.              | "Mom's Love"              | Nguyễn Hoàng Anh      |                       | 3:41       |
| 20.              | "Family Picture"          | Nguyễn Hoàng Anh      |                       | 3:32       |
| Tổng thời lượng: | Tổng thời lượng:          | Tổng thời lượng:      | Tổng thời lượng:      | 48:43      |

## Phát hành

### Việt Nam
Phim được khởi chiếu sớm vào ngày 24 tháng 04 năm 2024, sau đó 2 ngày thì phim khởi chiếu chính thức.

### Quốc tế
Phim được 12 quốc gia đầu tiên (Mỹ, Canada, Úc, New Zealand, Anh Quốc, Đức, Pháp, Na Uy, Thụy Điển, Séc, Slovakia, Ba Lan) khởi chiếu vào ngày 14 tháng 6 năm 2024. Vào ngày 21 tháng 6 năm 2024, phim dự kiến khởi chiếu ở Đài Loan và Singapore từ 18 tháng 7 năm 2024.

## Đón nhận

### Thành tích
| Ngày  | Tên kỷ lục                                                                           | Mốc đạt    | Ref   |
| ----- | ------------------------------------------------------------------------------------ | ---------- | ----- |
| 24/04 | Phim Việt Nam có số lượng vé bán trước trong sáu ngày đầu tiên cao nhất mọi thời đại | 105.000 vé | [ 6 ] |

### Giải thưởng
| Năm  | Giải thưởng                        | Hạng mục             | Đề cử                   | Kết quả | Tham khảo |
| ---- | ---------------------------------- | -------------------- | ----------------------- | ------- | --------- |
| 2024 | Liên hoan phim Châu Á Đà Nẵng 2024 | Phim Việt Nam dự thi | Lật Mặt 7: Một Điều Ước | Đề cử   |           |